# サパティスタ民族解放軍

サパティスタ民族解放軍の旗

サパティスタ民族解放軍（サパティスタみんぞくかいほうぐん、スペイン語: Ejército Zapatista de Liberación Nacional、EZLN）は、メキシコで最も貧しい州とされるチアパス州を中心として活動するゲリラ組織である。単にサパティスタと呼ばれることも多い。サパティスタはチアパスの貧しい先住民族であるマヤ人のツォツィル族やツェルタル族の農民を主体に組織されているが、その支援者はメキシコ国内の都市部などにも幅広く存在し、またウェブサイトを介して世界的に宣伝を行っている。

## 歴史

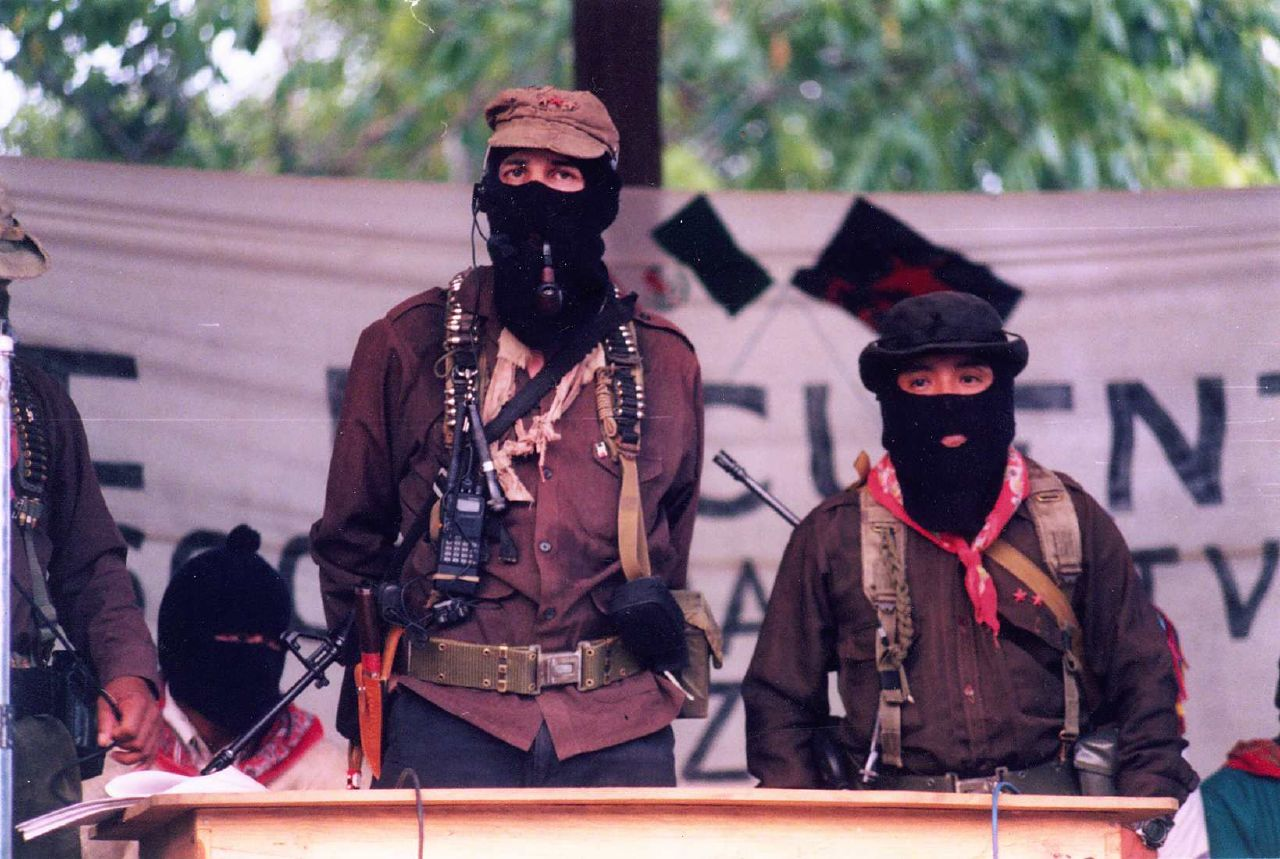
マルコス副司令官が実質的な指導者である。

サパティスタという名称は、メキシコ革命において農民解放運動を指揮したエミリアーノ・サパタにちなむもので（「サパタ主義」（サパティスモ））、サパティスタ民族解放軍(EZLN)はこのサパタの思想を引き継いだ革命行動である。
1992年、世界の多くの国で「アメリカ発見500年」が祝されるなか、10月12日にサンクリストバルで開催された記念式典に弓と矢で武装した約5000人の先住民が乱入、故意にマヤ系のトホラバル語・ツェルタル語・ツォツィル語で話し、「侵略の500年を祝うこと」の拒絶、人種差別反対を表明して行進、チアパスを征服したスペイン人征服者ディエゴ・デマサリエゴスの銅像を引き倒した。
1993年12月、サパティスタ民族解放軍は機関紙第１号で公式な武装蜂起宣言である「ラカンドン密林宣言」を発した。
そして、1994年1月1日の北米自由貿易協定（NAFTA）の発効日を期して、「NAFTAは貧しいチアパスの農民にとって死刑宣告に等しい」として、メキシコ南部のチアパス州ラカンドンにおいて武装蜂起した。NAFTAによって貿易関税が消失し、アメリカ合衆国産の競争力の強いトウモロコシが流れ込むと、メキシコの農業が崩壊することや、農民のさらなる窮乏化が予測されたのである。実際にメキシコでは、NAFTA発効後、多くの農民が自由競争に敗れて失業し、メキシコ市のスラムや北部国境のリオ・ブラーボ川を越えてアメリカ合衆国に流入した。ラカンドンでは、木材のグローバル商業化や、石油やウランの発掘がもくろまれており、当地の先住民を一掃する大規模な強制排除計画が進みつつあった。具体的には、白色警備隊と呼ばれるギャング組織が大規模農園主によって雇われ、暗躍し始めていた。身に迫る脅威を前に、インディオたちはついに、500年の抑圧を経て立ち上がったのである(サパティスタの反乱)。
同日、約800人のEZLNゲリラはまずサンクリストバル、つづいてオコシンゴ、アルタミラーノ、ラス・マルガリータスなどの町々を占拠した。
これに対し、メキシコ政府は武力鎮圧で応じ、チアパス州のインディオ居住区を中心に空爆を行なったため、サパティスタ側に150人近い犠牲者が出た。これを受けて、サパティスタ側は対話路線に転換したが、結果的にそれが奏功し、以後、メキシコ国内外から高い評価と支援を受けることになる。
この蜂起について、「ラカンドン密林宣言」では対スペイン・対ディアス独裁政権・対米国膨張主義などに続く、「メキシコのプエブロ戦い」の系譜の中に位置付けている。また副司令官マルコスが1994年5月11日に受けたインタビューではカスタ戦争 (1848-1901に展開されたマヤ系の独立戦争)や、キューバやニカラグア、エルサルバドルなどの「革命闘争」とは一線を画した、メキシコ国家の枠内で「国民」としての「正当な権利」を獲得するための戦いと位置づけている。
サパティスタ民族解放軍は、先住民に対する構造的な差別を糾弾し、農地改革修正など政府の新自由主義政策に反対、農民の生活水準向上、民主化の推進を要求し、政府との交渉と中断を何度も繰り返しながらも、今日まで確実にその支持者を増やし続けている。
サパティスタ民族解放軍の実質的リーダーは、サパティスタ民族解放軍のスポークスマンであり反乱軍の指揮も執るマルコス副司令官であるが、マルコスは例外的に非先住民族である。マルコスが反乱軍の指揮を執りながら司令官ではなく副司令官を名乗るのは、「真の司令官は人民である」との信念に基づく。
- 1996年　メキシコ政府との間で「サンアンドレアスの合意」締結（先住民の権利と文化の尊重を約束）[7]
- 1997 白人・混血のメキシコ市民の有力な支援組織が発足[8]
RCACZ（「サパティスタの大義」支援市民ネットワーク）
FZLN（サパティスタ民族解放戦線）
- 1999年3月10日　メキシコ市の中央広場でEZLNと支持者による草の根市民集会[9]
- 2001年　「先住民の尊厳のための行進」（下記の各項を要求）[10]
  1. 「サンアンドレス合意」の実現
  2. 先住民の諸権利の尊重と法制化
  3. 政府側からの軍事圧力の停止
  4. 拘留されているサパティスタ構成員の釈放
- 2001年3月11日　メキシコ市の中央広場で「８万人」（主催者発表）の市民が上記行進を出迎え。EZLN代表は、市民の前で「国会において自らの立場と意見を表明し、議員たちと直接に意見交換を行う機会」を要求[11]。
- 2001年3月28日　サパティスタの先住民司令官たちが、国会において「目出し帽とゲリラ服」姿でEZLNの思想と要求を表明[12]。

## 評価
サパティスタ運動の方法論や主張は、従来の左翼ゲリラと一線を画しているため世界的な注目を得ている。サパティスタ運動は、最初のポストモダン的革命運動であると言われているが、それはサパティスタ民族解放軍がインターネットを介して大々的に自らの主張を展開し、またそれによって世界的な支援を獲得したために、もはや武力などの実力を行使せずとも隠然たる影響力をメキシコ政府に対して持つに至ったというまさにIT時代の革命運動だったからである。たとえば、マニュエル・カステルは、サパティスタを「初の国際ゲリラ」と称している。この点において、コロンビア革命軍やIRA、日本の新左翼に代表される、武力や脅迫といった一般人の犠牲者をも生むテロリズムに頼る前例とは異なった革新的手法と言える。
また、サパティスタ運動はメキシコからの独立や、政権の転覆と政権の奪取を目的とする反政府運動ではなく、世界的な新自由主義グローバリゼーションがもたらす構造的な搾取と差別に対して闘うことを目的とした運動であるという意味においても従来にない左翼ゲリラであった。

### 視聴覚資料
- Gato Barbieri. "Viva Emiliano Zapata"『チャプター・スリー』第6曲、6:06、東京 : 東芝、IMJ-80012、[19--]。アナログ（LP）、録音資料、国立国会図書館書誌ID 000008679263。別題『Chapter 3 Viva emiliano zapata』
- ダリル・F・ザナック（製作）、エリア・カザン（監督）『Viva Zapata!』 紅林麗子（日本語字幕）、フォックスビデオジャパン株式会社〈Best library〉、1994年、NCID BA28187626。ビデオカセット、英語（音声）。別題『革命児サパタ』
- エリア・カザン（監督）、ジョン・スタインベック（原作）、ダイル・F・ザヌック（製作）『Viva Zapata!』、20世紀フォックスホームエンターテイメントジャパン〈Studio classics〉（販売）、2006年、NCID BC01552747。DVD、英語（音声）、英語・日本語（字幕）。別題『John Stainbeck's Viva Zapata!』